# Зархі Ніна Олександрівна
Ніна Олександрівна Зархі (рос. Нина Александровна Зархи; * 22 липня 1946, Ленінград, Російська РФСР — 27 вересня 2017) — російський кінокритик, кінознавець. Донька російського драматурга, режисера і сценариста Олександра Зархі.
В 1968 році закінчила романо-германське відділення філологічного факультету МГУ, з 1975 — співробітник відділу зарубіжного кіно, з 1992 — зав. відділом зарубіжного кіно російського журналу «Мистецтво кіно».
Публікувалася в наукових збірниках МГУ, в мистецьких та суспільних журналах.

## Громадянська позиція
У березні 2014 року разом з понад 200 іншими російськими кінематографістами актриса підписалась під зверненням до українських колег зі словами підтримки і запевненнями, що вони не вірять офіційній пропаганді Кремля, яку поширюють провладні ЗМІ та проти російської військової інтервенції в Україну.
Підтримала звернення Європейської кіноакадемії на захист ув'язненого у Росії українського режисера Олега Сенцова, у 2018 її ім'я внесене до списку підписантів Європейської кіноакадемії.